# Unione Sportiva Massese Aquilotti 1968-1969
Questa pagina raccoglie le informazioni riguardanti l'Unione Sportiva Massese Aquilotti nelle competizioni ufficiali della stagione 1968-1969.

## Rosa
| N. |                   | Ruolo | Calciatore         |
| -- | ----------------- | ----- | ------------------ |
|    | Italia (bandiera) | A     | Giuliano Berzaghi  |
|    | Italia (bandiera) | D     | Angelo Buttini     |
|    | Italia (bandiera) | D     | Sergio Castelletti |
|    | Italia (bandiera) | C     | Bruno Ciruel       |
|    | Italia (bandiera) | A     | Adelio Colombo     |
|    | Italia (bandiera) | A     | Silvano Ferrari    |
|    | Italia (bandiera) | D     | Floriano Galassin  |
|    | Italia (bandiera) | A     | Mario Menconi      |

| N. |                   | Ruolo | Calciatore            |
| -- | ----------------- | ----- | --------------------- |
|    | Italia (bandiera) | C     | Oriano Nenci          |
|    | Italia (bandiera) | D     | Emilio Palù           |
|    | Italia (bandiera) | A     | Giancarlo Pasqualotto |
|    | Italia (bandiera) | C     | Stefano Saviozzi      |
|    | Italia (bandiera) | C     | Pasquino Tarantola    |
|    | Italia (bandiera) | C     | Mario Tinti           |
|    | Italia (bandiera) | P     | Marcello Trevisan     |
|    | Italia (bandiera) | D     | Francesco Zana        |